# Sagara Sanosuke
Sagara Sanosuke (相楽 佐之助 Tương Lạc Tá Chi Trợ), theo cách viết phương Tây là Sanosuke Sagara, là một nhân vật hư cấu trong seri manga và anime Rurouni Kenshin/ Samurai X. Hình mẫu của Sagara Sanosuke là đội trưởng đơn vị thứ 10 của Shinsengumi, Harada Sanosuke.

## Tiểu sử
Sanosuke bỏ nhà ra đi khi còn nhỏ tuổi để gia nhập Sekihoutai, bỏ lại cha (Kamishimoemon), mẹ (Naname), và cô em gái nhỏ (Uki), người luôn kính yêu anh. Nhiều năm sau anh trở về và biết rằng mẹ mình đã qua đời 2 năm sau ki hạ sinh em trai út của anh là Ota, em ngay lập tức ngưỡng mộ Sanosuke vì sự dũng cảm và gan dạ của anh. Sanosuke biết họ của mình bây giờ là Higashidani, mặc dù anh không bao giờ tự mình sử dụng nó. Cô em gái, sau khi Sanosuke ra đi và cái chết của mẹ, trở thành người chắm sóc cho em trai và cha, nay sinh nhai bằng nghề buôn bán nhỏ và làm nông cùng với việc đánh lộn trong vùng. Ota, sau khi Sanosuke lại bỏ nhà ra đi, cuối cùng theo lời khuyên của anh trai vào luyện tập ở đạo tràng Kamiya Kasshin-Ryu để trở nên mạnh mẽ hơn.
Sekihoutai chiến đấu cho sự thống nhất Đế quốc vào cuối thời Mạc Phủ Tokugawa và Sanosuke ngưỡng mộ thủ lĩnh Sagara Sōzō và lấy họ Sagara theo anh. Sekihoutai đang lĩnh nhiệm vụ phổ biến việc giảm một nửa thuế được cách mạng ban bố. Tuy nhiên, khi chính phủ cách mạng gặp phải vấn đề tài chính, họ gán cho Sekihoutai là lừa gạt để lấp liếm cho lời hứa của mình. Việc này được sách hoạch bởii Shindō Tatewaki, một cựu quan lại của liên minh. Sekihoutai được chọn làm con dê tế thần và bị xử trảm; Sanosuke là người duy nhất sống sót, ngoài ra còn có người bạn Tsukioka Katsuhiro. Hoàn cảnh chính xác cái chết của Sōzō khác nhau trong anime và manga; trong manga Sanosuke biết được rằng thủ lĩnh đã bị giết sau khi thất đầu của anh bị bêu giữa chợ, trong khi trong anime Sozo đang bị thương nhưng cũng cứu  Sanosuke bằng cách đẩu cậu bé vào vách đá trước khi chết.
Lòng đầu giận dữ và cay đắng, Sanosuke sống cuộc đời của một tên đánh thuê với biệt danh "Zanza" xuất phát từ vũ khí của anh, zanbatō. Cuối cùng, anh được thuê để giết Himura Kenshin, nhưng sau khi bị đánh bại bởi cựu sát thủ và biết phương pháp vô sát của Kenshin, Sanosuke trở thành một chiến hữu vô giá. Anh sau đó học được một kỹ thuật giống như boxing, nổi tiếng cới  sức mạnh của bàn tay phải. Vì thanh zanbato bị vỡ trong trận chiến, Sanosuke không còn cầm bất kỳ vũ khí nào nữa, chỉ một lần duy nhất để bảo vệ đạo tràng Kamiya trong phần Jinchu.
Vào cuối seri manga, Sanosuke rời Nhật Bản để tránh bị bắt oan và đi chu du thế giới. Không có tin tức gì về anh cho đến 5 năm sau trong một cuộc tụ tập của Kenshin-gumi, khi đó anh nói với mọi người qua một bức thư rằng anh đang ở Mông Cổ và sẽ ở lại một thời gian rồi về Nhật.

## Kyoto và Futae no Kiwami
Trong cuộc dấy loạn của Shishio, Sanosuke học được 'Futae no Kiwami' từ một ông sư phá giới¸ tên là Yukyuzan Anji. Futae no Kiwami là một kỹ thuật đặc biệt, trong đó người tấn công sử dụng liên tiếp 2 cú đánh với 2 phần khác nhau của bàn tay với tốc độ cao, cú thứ nhất sử dụng đầu đốt ngón tay để vô hiệu hóa sự vững chắc của mục tiêu, và sau đó cú thứ hai dùng khớp đốt ngón tay phá vỡ mục tiêu trước khi nó có thể hồi phục sau cú thứ nhất. Sau đó, trong trận đấu với Anji, sự liều lĩnh tuyệt vọng của Sanosuke đã dẫn đến sự cách tân lên cấp độ thứ 3, được nói với Kenshin và Saitou với cái tên 'Sanjuu no Kiwami', trong đó anh đánh tiếp cú thứ 3 với bàn taymowr, khiến các ngón tay anh hoạt động 2 lần. Anji chưa bao giờ đạt đến trình độ này, mặc dù ông đã rất tinh thông và có thể sử dụng với cả hai tay, khuỷu tay, đầu gối, chân, đầu và thông qua cả kiếm nữa. Đòn đánh cũng không thể làm sứt mẻ ông khi dùng, khác với Sanosuke, làm hỏng tay mình khi liên tục sử dụng chiêu này, mặc dù phần lớn là do anh không cho tay mình được hồi phục sau khi xuất chiêu.

## Quá trình tiến bộ
Sagara Sanosuke bắt đầu trong seri Kenshin với tư cách người đồng đội mạnh nhất, mặc dù không thật mạnh. Ban đầu, anh đánh bại những kẻ thù tầm thấp như Beshimi, Hyottoko, và Shikijo của Oniwabanshu. Tuy nhiên, những địch thủ này quá yếu nếu so với những nhân vật mạnh hơn như Aoshi và Saito Hajime - những người đã đánh bại Sano. Tuy vậy, trong phần ở Kyoto anh học được chiêu 'Futae no Kiwami' của Anji và được coi là mối đe dọa nghiêm túc đối với các kẻ thù của Kenshin.
Shishio Makoto, sau khi xem Sanosuke xuất chiêu Futae no Kiwami chặn những viên đạn súng máy, đã từ bỏ ấn tượng ban đầu rằng Sanosuke không phải là mối đe dọa như Kenshin hay Saito, mà nói rằng "Thằng nhóc này...Nó không chỉ là  thứ vướng tay vướng chân!" Cả Saito cũng bắt đầu thừa nhận khả năng của anh (mặc dù anh vẫn coi Sanosuke là một tên ngốc). Tuy vậy, Sanosuke bị thương nặng sau trận chiến với Anji và Shishio. Điều này trở thành một chướng ngại đáng kể đối với khả năng chiến đấu của Sanosuke trong phần Jinchuu và cuộc đấu với Inui Banjin, người sử dụng (tự đặt) "Găng tay bất bại". Takani Megumi, như là bác sĩ ngoại khoa riêng của anh, lúc nào cũng cáu điên lên vì anh cứ tiếp tục dùng bàn tay phải của mình bất chấp nó chưa hồi phục hoàn toàn.
Kể cả với bàn tay bị gãy, Sanosuke vẫn có thể đánh vỡ găng tay của Banjin, kể cả khi hắn đã phát triển lên thành "Tân găng tay bất bại" trong trận chiến cuối cùng. Anh cuối cùng vượt qua được thương tích của mình bằng cách khám phá trong chuyến về quê rằng Futae no Kiwami có thể sử dụng bằng cả hai tay; tay trái nắm lấy cổ tay phải trong cú va chạm, giảm lực tác dụng lên bàn tay bị thương. Anh sử dụng hiệu quả chiêu này chống lại Su-shin Byakko, trong lúc đó, Kenshin lưu ý về việc Futae no Kiwami sử dụng cả hai tay.

## Chữ "Ác" trên lưng
Dấu hiệu sau lưng chiếc áo khoác của Sanosuke là chữ Nhật kanji 惡 (Aku/Ác), có nghĩa là xấu xa. Anh coi biểu tượng đó là sự trung thành đối với quá khứ Sekihōtai của mình, nhưng cũng để gợi nhớ đến việc bảo vệ người vô tội chống lại sự sai trái. Chữ kanji này có thể giải nghĩa là Tồi Tâm.
Sức ảnh hưởng của Sanosuke đối với những người khác có thể thấy với chữ này sau lưng nhiều nhân vật khác. Em trai Higashidani Ota của anh, sau khi thấy anh trai cứu cha, đòi chị thêu cho cậu một hình như thế ở sau lưng áo. Myojin Yahiko, người lớn lên có vẻ giống Sanosuke, cũng chọn một chữ kanji ở sau lưng áo khi anh ta đến tuổi trưởng thành (15 tuổi) vào cuối bộ manga.

## Lãng mạn
Trong khi một đôi được nhiều fan yêu thích trong Rurouni Kenshin là Sanosuke và Takani Megumi và chắc chắn chỉ có tình bạn giữa họ, không có sự lãng mạn hay bằng chứng nào chứng tỏ sự gần gũi thành hiện thực.

## Người lồng tiếng
- Tiếng Nhật - Yuji Ueda, Yuriko Fuchizaki (trẻ con), Tomokazu Seki (CD kịch)
- Tiếng Anh - Lex Lang (seri), Brianne Siddall (trẻ con, seri), Gray G. Haddock (OVA và phim)
- Tiếng Tây Ban Nha (Mỹ Latinh) - Eleazar Osorio
- Tiếng Bồ Đào Nha (Brasil) - Affonso Amajones